# Suèter

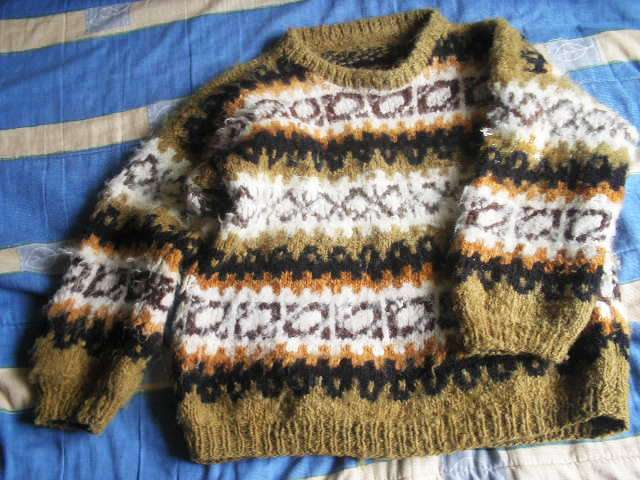
Suèter

El suèter (de l'anglès estatunidenc sweater, literalment 'suador' o 'dessuador', però equivalent al català 'jersei') és un tipus de jersei gruixut i de llana, generalment de coll rodó. S'usa com a peça d'abrogar de cada dia, si bé a l'origen era destinada a no refredar-se en fer exercici i suar, tal com indica el seu nom anglès.
El català suèter equival a l'anglès thick wool sweater (literalment, 'jersei de llana gruixuda').